# Idroformatura

Descrizione animata del processo

L'idroformatura è un modo efficiente ed economico per dare forma a metalli malleabili quali alluminio od ottone per ottenere pezzi leggeri, strutturalmente rigidi e robusti.

## Applicazioni
Una delle maggiori applicazioni dell'idroformatura è l'industria automobilistica, che fa uso delle forme complesse rese possibili dall'idroformatura per produrre strutture monopezzo per veicoli più robuste, leggere e rigide. Questa tecnica è particolarmente apprezzata nell'industria di automobili sportive di classe elevata e viene anche frequentemente impiegata nella formatura di tubi di alluminio per telai di biciclette o motociclette.

## Processo
Le presse idroformatrici sfruttano la grande forza dell'acqua ad alta pressione (fino a 1000 bar ) per deformare la lamiera.
L'idroformatura è un tipo specializzato di formatura a stampo che utilizza un fluido idraulico ad alta pressione per stampare materiale di lavorazione a temperatura ambiente in uno stampo. Per idroformare alluminio in forma di una traversa di telaio di un veicolo, un tubo cavo di alluminio viene posto in uno stampo negativo avente la forma del pezzo finale desiderato. Pistoni idraulici ad alta pressione poi iniettano un fluido a pressione molto elevata nell'alluminio che lo fa espandere finché corrisponde allo stampo. L'alluminio idroformato viene poi rimosso dallo stampo.
L'idroformatura consente di realizzare forme dotate di concavità, che sarebbero difficili o impossibili senza stampaggio in stampo solido standard.  
I pezzi idroformati spesso possono venire realizzati con un rapporto peso-rigidità e un costo unitario inferiore rispetto a pezzi stampati o stampati e saldati tradizionali.

## Storia
Questo processo si basa sul brevetto degli anni cinquanta per l'idroformatura (hydramolding) di Milton Garvin della Schaible Company di Cincinnati. Fu originariamente utilizzato nella produzione di rubinetti da cucina. Questo perché, oltre a rinforzare il metallo, l'idroformatura produceva anche pezzi meno "granulosi", consentendo una lavorazione di finitura del metallo più agevole.